# Tenuiphantes suborientalis
Tenuiphantes suborientalis là một loài nhện trong họ Linyphiidae.
Loài này thuộc chi Tenuiphantes. Tenuiphantes suborientalis được Andrei V. Tanasevitch miêu tả năm 2000.